# Tuồng Quảng Nam

Các vai diễn nổi tiếng trong nghệ thuật tuồng

Tuồng còn gọi là hát bội hay  hát bộ là một loại hình sân khấu dân gian của văn học Việt Nam. Cùng với chèo, tuồng là một trong hai bộ phận chủ yếu của văn kịch. Bàn đến nghệ thuật tuồng, người ta thường nghĩ đến hai vùng đất có nhiều thành tựu nổi bật là Bình Định và Quảng Nam, bài này chỉ đề cập về tuồng Quảng Nam với nguồn gốc lịch sử và nghệ thuật tuồng riêng của đất Quảng.